# Pierre Cochereau
Pierre Cochereau (9 de julio de 1924 - 5 de marzo de 1984), fue un organista, improvisador, compositor y pedagogo francés.

## Biografía
Pierre Cochereau nació el 9 de julio de 1924 en Saint-Mandé, cerca de París. En 1929, después de algunos meses de practicar violín, comenzó a tomar clases de piano con Marius-François Gaillard. Marguerite Long se convirtió en su profesor de piano en 1933, y tres años más tarde, Paul Pannesay. En 1938, Cochereau comenzó a interiorizarse en el órgano gracias a Marie-Louise Girod, un estudiante de Marcel Dupré. Continuó sus estudios de órgano con André Fleury y Paul Delafosse, quien Cochereau sucedió como organista titular en St. Roch en París en 1942.
Después de un año de estudio de derecho, Cochereau decidió dedicarse a la música, e ingresó en el Conservatorio de París, en 1943. Abandonó el Conservatorio en 1949 con primeros premios en armonía (clase de Maurice Duruflé), historia de la música, fuga y contrapunto (clase de Noël Gallon), composición (clase Tony Aubin), y órgano (clase de Marcel Dupré).
En septiembre de 1948, Cochereau hizo su primera gira en Hungría. Un año más tarde, se casó con Nicole Lacroix, una pianista y compositora, con la que tuvo dos hijos: Jean-Marc (1949-2011), director de orquesta y director del Conservatorio Tours, y Marie-Pierre, una arpista profesional.
En 1949, a los 26 años, Pierre Cochereau fue nombrado director del Conservatorio Mans Le, donde permaneció hasta 1956.
En 1955, sucedió a Léonce de Saint-Martin (1886-1954) como organista titular de la Catedral de Notre Dame en París.
En 1956, su grabación de Symphonie-Passion op. 23 de Marcel Dupré, fue galardonada con el Grand Prix du Disque.
El mismo año, hizo su primera de las veinticinco giras a los Estados Unidos.
En 1961, se convirtió en director del Conservatorio de Niza, puesto que dejó en 1979, aceptando la dirección del Conservatorio de Lyon.
Pierre Cochereau murió durante la noche del 5 de marzo de 1984 en Lyon, después de sufrir una hemorragia cerebral. Fue enterrado en el cementerio de Belleville en París.
Pierre Cochereau tenía una gran reputación mundial como concertista y sobre todo como un improvisador brillante. En sus improvisaciones, Cochereau había creado un lenguaje musical que era eminentemente personal, reconocible como de las primeras notas. Sus influencias estilísticas respecto a contrapunto, estructura formal, y lenguaje armónico, incluyó a  compositores como Marcel Dupré, Maurice Duruflé, Noël Gallon, Olivier Messiaen, y Florent Schmitt.
André Fleury, quién fue uno de los primeros maestros de órgano de Cochereau, afirmó que: "Él ya mostró grandes dotes quizás un poco demasiado atraído, en el estudio de la improvisación, por la búsqueda de una armonía bonita, más que en el estricto ejercicio de la disciplina del contrapunto". Muchos años más tarde, Fleury dijo: "Un día le pregunté si trabajaba en la improvisación, a lo que me respondió; 'Nunca. Lo que hago en Notre-Dame y en concierto me sirve como práctica'. Tales dones cuando uno piensa en su lenguaje armónico, tan sutilmente refinado, y en lo que la fuerza de la concentración hacen para brindar forma a aquellas riquezas". En lo que respecta a habilidades de improvisación de Cochereau, Marcel Dupré dijo acerca de su antiguo alumno: "Pierre Cochereau es un fenómeno sin igual en la historia del órgano contemporáneo".
Como compositor, Cochereau dejó varias obras para órgano, música de cámara, coro y composiciones. Muchas de las improvisaciones para órgano de Cochereau fueron transcritas y publicadas.
En 2012 Anthony Hammond publicó con la Universidad de Rochester Press (Eastman School of Music), un libro sobre Pierre Cochereau, el primer "gran libro" sobre él escrito en inglés, con plena asistencia y el apoyo de la familia Cochereau y antiguos colegas.

## Composiciones

### Órgano solo
- Symphonie (compuesta 1950-55. Tournai, Belgium: Éditions Chantraine, 1996. EC 100)
  - 1. Adagio et Allegro
  - 2. Adagio
  - 3. Scherzando
  - 4. Allegro
- Trois Variations sur un thème chromatique (compuesta 1963. París: Leduc, 1963)
- Micro-Sonate en Trio, Op. 11 (compuesta 1969. París: Leduc, 1969)
- Variations sur "Ma jeunesse a une fin" , Op. 16 (compuesta 1972. París: Leduc, 1972)

### Órgano con otros instrumentos
- Concerto para órgano y orquesta en Do mayor (compuesta 1951, inédita)

### Obras para coro
- Paraphrase de la Dédicace para coro, dos órganos, dos ensambles de bronce, y seis timbales (compuesta 1963. Sankt Augustin, Alemania: Josef Butz Musikverlag/Éditions Chantraine. EC 148)
- Hymne (inéditas)

### Música de cámara
- Songs (inéditas)
- Piano Quintet (inédito)

## Improvisaciones transcritas
- Symphonie improvisée.
- I. Adagio
- II. Scherzo
- III. Adagio
- IV. Toccata
  - Improvisada en 1956 en el órgano Aeolian-Skinner en el Boston Symphony Hall. Transcrita por Jeremy Filsell.
    - Sankt Augustin, Alemania: J. Butz Musikverlag/Éditions Chantraine, 2004. EC 160.
      - Grabación: Cochereau: Les "Incunables". Sigean, Francia: Solstice, 2000. SOCD 177/8. 2 CD.
- Symphonie en improvisation.
- I. Agité
- II. Scherzo
- III. Lent
- IV. Final
  - Improvisada en diciembre de 1963 en Notre-Dame de París por Philips. Transcrita por John Scott Whiteley.
    - Sankt Augustin, Alemania: J. Butz Musikverlag/Éditions Chantraine, 2006. EC 161.
      - Grabación: Cochereau: La Légende. Sigean, Francia: Solstice, 2007. SOCD 237. Collection Grandes Orgues Vol. 4: Messiaen/Cochereau. Francia: Philips, 1995. Philips 446 642-2. 1 CD.
- Treize improvisations sur les versets de vêpres.
  - Improvisada en diciembre de 1963 en Notre-Dame de París por Philips. Transcrita por Jeanne Joulain.
    - Tournai, Bélgica: Éditions Chantraine, 1997. EC 125.
      - Grabación: Pierre Cochereau improvise sur des Noëls. Sigean, Francia: Solstice, 1997. SOCD 152. 1 CD.
- Prélude et Variations sur "Venez, Divin Messie".
  - Improvisada el 24 de diciembre de 1968 en Notre-Dame de París. Transcrita por David Briggs.
    - Tournai, Bélgica: Éditions Chantraine, 1998. EC 122.
      - Grabación: Cochereau: La Légende. Sigean, Francia: Solstice, 2007. SOCD 237. 1 CD.
- Sortie sur "Adeste Fideles".
  - Improvisada el 24 de diciembre de 1968 en Notre-Dame de París. Transcrita por François Lombard.
    - Tournai, Bélgica: Éditions Chantraine. EC 150.
      - Grabación: Pierre Cochereau improvise sur des Noëls. Sigean, Francia: Solstice, 1997. SOCD 152. 1 CD.
- Cantem tots la Gloria.
  - Improvisada el 23 de julio de 1969 en Collioure (Pyrénées-Orientales; órgano positivo Hartmann). Transcrita por David Briggs.
    - Tournai, Bélgica: Éditions Chantraine, 1997. EC 120.
      - Grabación: Pierre Cochereau: 12 improvisations inédites. Sigean, Francia: Solstice, 2002. SOCD 200/1. 2 CD.
- Thème et Variations sur "Alouette, gentille alouette".
  - Improvisada en abril de 1970 en Notre-Dame de París por Philips. Transcrita por David Briggs.
    - London: United Music Publishers, 1992.
      - Grabación: Collection Grandes Orgues Vol. 16: Cochereau joue Cochereau, Improvisations 1. Francia: Philips, 1996. Philips 454 655-2. 1 CD.
- Quinze versets sur "Ave Maris Stella".
  - Improvisada el 15 de agosto de 1970 en Notre-Dame de París. Transcrita por François Lombard.
    - Tournai, Bélgica: Éditions Chantraine. EC 157.
      - Grabación: Pierre Cochereau improvise en concert à Notre-Dame de París. Sigean, Francia: Solstice, 1989. FYCD 127. 1 CD.
- Variations sur un vieux Noël.
  - Improvisada el 24 de diciembre de 1972 en Notre-Dame de París. Transcrita por Jeremy Filsell.
    - Tournai, Bélgica: Éditions Chantraine. EC 137.
      - Grabación: Pierre Cochereau improvise en concert à Notre-Dame de Paris. Sigean, Francia: Solstice, 1989. FYCD 127. 1 CD.
- Introduction, Choral et Variations sur "O Filii et filiæ".
  - Improvisada el 22 de abril de 1973 en Notre-Dame de París. Transcrita por François Lombard.
    - Tournai, Bélgica: Éditions Chantraine, 2000. EC 151.
      - Grabación: Pierre Cochereau: L'organiste de Notre-Dame. Sigean, Francia: Solstice, 1992. SOCD 94/6. 3 CD.
- Boléro sur un thème de Charles Racquet para órgano y percusión.
  - Improvisada en mayo de 1973 en Notre-Dame de París por Philips. Transcrita por Jean-Marc Cochereau.
    - Tournai, Bélgica: Éditions Chantraine, 1996. EC 116.
      - Grabaciones: Cochereau: La Légende. Sigean, Francia: Solstice, 2007. SOCD 237. Collection Grandes Orgues Vol. 16: Cochereau joue Cochereau, Improvisations 1. Francia: Philips, 1996. Philips 454 655-2. 1 CD.
- Berceuse à la mémoire de Louis Vierne.
  - Improvisada en mayo de 1973 en Notre-Dame de París por Philips. Transcrita por Frédéric Blanc.
    - Tournai, Bélgica: Éditions Chantraine, 1997. EC 119.
      - Grabación: Collection Grandes Orgues Vol. 17: Cochereau joue Cochereau, Improvisations 2. Francia: Philips, 1996. Philips 454 656-2. 1 CD.
- Variations sur "Frère Jacques".
  - Improvisada en mayo de 1973 en Notre-Dame de París por Philips. Transcrita por François Lombard.
    - Tournai, Bélgica: Éditions Chantraine. EC 149.
      - Grabación: Collection Grandes Orgues Vol. 17: Cochereau joue Cochereau, Improvisations 2. Francia: Philips, 1996. Philips 454 656-2. 1 CD.
- Suite à la française sur des thèmes populaires.
- I. Prélude "Légende de Saint-Nicolas"
- II. Air "Trimazo"
- III. Gigue "Compagnons de la Marjolaine"
- IV. Musette "Nous n'irons plus au bois"
- V. Sarabande "Dans les prisons de Nantes"
- VI. Menuet "V'la l'bon vent"
- VII. Toccata "Marche des rois"
  - Improvisada en mayo de 1973 en Notre-Dame de París por Philips. Transcrita por François Lombard.
    - Tournai, Bélgica: Éditions Chantraine. EC 115.
      - Grabación: Collection Grandes Orgues Vol. 16: Cochereau joue Cochereau, Improvisations 1. Francia: Philips, 1996. Philips 454 655-2. 1 CD.
- Scherzo symphonique.
  - Improvisada el 10 de febrero de 1974 en Notre-Dame de París. Transcrita por Jeremy Filsell.
    - Tournai, Bélgica: Éditions Chantraine, 1998. EC 139.
      - Grabación: Pierre Cochereau: L'organiste de Notre-Dame. Sigean, Francia: Solstice, 1992. SOCD 94/6. 3 CD.
- Sortie sur "Venez, Divin Messie".
  - Improvisada en marzo de 1974 en Notre-Dame de París por FY/Solstice. Transcrita por François Lombard.
    - Tournai, Bélgica: Éditions Chantraine, 1996. EC 113.
      - Grabación: Noël à Notre-Dame de París. Sigean, Francia: Solstice, 1994. SOCD 906. 1 CD.
- Suite de Danses para órgano y percusión.
- I. Marche
- II. Sarabande
- III. Musette
- IV. Tambourin
- V. Menuet
- VI. Gigue
  - Improvisada el 29 de mayo de 1974 en Notre-Dame de París. Transcrita por David Briggs.
    - Tournai, Bélgica: Éditions Chantraine. EC 123.
      - Grabación: Cochereau: Deux grandes improvisation en concert. Sigean, Francia: Solstice, 1985. FYCD 118. 1 CD.
- Sortie sur "Haec Dies".
  - Improvisada 30 de marzo de 1975 en Notre-Dame de París. Transcrita por François Lombard.
    - Tournai, Bélgica: Éditions Chantraine, 1997. EC 112.
      - Grabación: Pierre Cochereau: L'organiste de Notre-Dame. Sigean, Francia: Solstice, 1992. SOCD 94/6. 3 CD.
- Neuf Pièces improvisées en forme de Suite française.
- I. Kyrie
- II. Petit Plein-Jeu
- III. Offertoire
- IV. Tierce en taille
- V. Voix humaine
- VI. Basse de Cromorne
- VII. Flûtes
- VIII. Basse de Trompette
- IX. Grand Plein-Jeu
  - Improvisada entre el 15 y 18 de marzo de 1977 en Notre-Dame de París por FY/Solstice. Transcrita por Jeanne Joulain.
    - Tournai, Bélgica: Éditions Chantraine. EC 64.
      - Grabación: Pierre Cochereau: L'art de l'improvisation. Sigean, Francia: Solstice, 1999. FYCD 059. 1 CD.
- Variations sur un Noël.
  - Improvisada el 27 de junio de 1977 en Notre-Dame de París for FY/Solstice. Transcrita por François Lombard.
    - Tournai, Bélgica: Éditions Chantraine, 1997. EC 90.
      - Grabación: Pierre Cochereau: L'art de l'improvisation. Sigean, Francia: Solstice, 1999. FYCD 059. 1 CD.
- Une Messe Dominicale.
- I. Entrée
- II. Offertoire
- III. Élévation
- IV. Communion
- V. Sortie
  - Improvisada el 28 de junio de 1977 en Notre-Dame de París por FY/Solstice. Transcrita por François Lombard.
    - Tournai, Bélgica: Éditions Chantraine, 1997. EC 114.
      - Grabación: Pierre Cochereau: L'art de l'improvisation. Sigean, Francia: Solstice, 1999. FYCD 059. 1 CD.
- Triptyque symphonique sur deux thèmes.
- I. Introduction et Scherzo
- II. Fugue
- III. Final
  - Improvisada el 29 de junio de 1977 en Notre-Dame de París for FY/Solstice. Transcrita por David Briggs.
    - Tournai, Bélgica: Éditions Chantraine, 1998. EC 121.
      - Grabación: Pierre Cochereau: L'art de l'improvisation. Sigean, Francia: Solstice, 1999. FYCD 059. 1 CD.

## Discografía
- Pierre Cochereau: L'Œuvre écrite.
  - Symphonie pour grand orgue; Paraphrase de la Dédicace; Trois Variations sur un thème chromatique; Micro Sonate en trio; Thème et Variations sur "Ma jeunesse a une fin".
    - François Lombard (Symphonie) and Pierre Pincemaille, Organists. Chœur régional Provence-Alpes-Côte d'Azur. Orchestre philharmonique de Marseille. Jean-Marc Cochereau, Conductor. Recorded 1999 at St. Vincent de Roquevaire (Bouches-du-Rhône). Sigean, France: Solstice, 1999. SOCD 163. 1 CD.
- Cochereau.
  - A two-hour portrait including numerous archive recordings and interviews on the life and work of Pierre Cochereau.
    - Sigean, France: Solstice, 2004. SODVD 01. 1 DVD.
- Cochereau: Les "Incunables".
  - Liszt: Ad nos, ad salutarem undam; Vierne: 2. Sinfonie e-Moll op. 20; Dupré: Symphonie-Passion op. 20; Cochereau: Symphonie improvisée.
    - Pierre Cochereau, Organist. Recorded 1955 at Notre-Dame de Paris (Liszt, Vierne, Dupré) and in June 1956 (Symphonie improvisée) at  Symphony Hall, Boston. Sigean, France: Solstice, 2000. SOCD 177/8. 2 CD.
- Cochereau: La Legende.
  - Symphonie en Improvisation; Treize improvisations sur des versets de Vêpres; Boléro improvisé sur un thème de Charles Racquet for organ and percussion.
    - Pierre Cochereau, Organist. Michel Cals and Michel Gastaud, Percussionists (Boléro improvisé). Recorded  in December 1963 (Symphonie, Treize improvisations) and May 1973 (Boléro improvisé) at Notre-Dame de Paris. Sigean, France: Solstice, 2007. SOCD 237. 1 CD.
- Collection Grandes Orgues Vol. 4: Messiaen/Cochereau.
  - Olivier Messiaen: Excerpts from  La Nativité du Seigneur; Le banquet céleste; Apparition de l’eglise éternelle (February 1972); Symphonie en improvisation (May 1973).
    - Pierre Cochereau, Organist. Recorded  at Notre-Dame de Paris. France: Philips, 1995. Philips 446 642-2. 1 CD.
- Pierre Cochereau improvise sur des Noëls aux grandes orgues de Notre-Dame de Paris.
  - Pierre Cochereau, Organist. Recorded between 1969 and 1973 at Notre-Dame de Paris. Sigean, France: Solstice, 1997. SOCD 152. 1 CD.
- Pierre Cochereau: 12 Improvisations inédites.
  - Concert  Tour Summer 1969 in various French cities, played on a two-manual positiv organ by Philippe Hartmann.
    - Pierre Cochereau, Organist. Recorded between July 16 and August 29, 1969. Sigean, France: Solstice, 2002. SOCD 200/1. 2 CD.
- Collection Grandes Orgues Vol. 16: Cochereau joue Cochereau, Improvisations 1.
  - Improvisations sur “Alouette, gentile alouette” (April 1970); Suite à la française sur des thèmes populaires; Boléro sur un theme de Charles Racquet, pour orgue et percussion (May 1973).
    - Pierre Cochereau, Organist. Michel Cals and Michel Gastaud, Percussionists (Boléro). Recorded  at Notre-Dame de Paris. France: Philips, 1996. Philips 454 655-2. 1 CD.
- Collection Grandes Orgues Vol. 17: Cochereau joue Cochereau, Improvisations 1.
  - Treize improvisations sur des versets de Vêpres (December 1963); Berceuse à la mémoire de Louis Vierne; Variations sur “Frère Jacques“ (May 1973).
    - Pierre Cochereau, Organist.  Recorded at Notre-Dame de Paris. France: Philips, 1996. Philips 454 656-2. 1 CD.
- Pierre Cochereau: Deux grandes improvisations en concert.
  - Suite de Danses; Prélude, Adagio et Choral Varié.
    - Pierre Cochereau, Organist.  Michel Cals and Michel Gastaud, Percussionists (Suite de Danses). Recorded on May 24, 1974 (Suite) and February 27, 1970 (Prélude, Adagio et Choral Varié) at Notre-Dame de Paris. Sigean, France: Solstice, 1985. FYCD 118. 1 CD.
- Pierre Cochereau: L'organiste de Notre-Dame.
  - Works by J. S. Bach, César Franck, Olivier Messiaen, Marcel Dupré, and Rouget de Lisle, as well as numerous live recordings of liturgical improvisations and concert improvisations.
    - Pierre Cochereau, Organist. Recorded  between 1968 and 1984 at Notre-Dame de Paris and Chartres Cathédrale (Introduction, Choral et Variations sur un thème donné par P. C., September 30, 1973). Sigean, France: Solstice, 1992. SOCD 94/6. 3 CD.
- Pierre Cochereau, Organ.
  - Works by  Johann Sebastian Bach, François Couperin, Louis Vierne, Olivier Messiaen and an improvisation on a submitted theme.
    - Pierre Cochereau, Organ. Recorded  on July 12, 1970 and July 2, 1972 at the Chiesa Parrocchiale in Magadino, Italy. Bologna, Italy: Ermitage, 1996. ERM 176-2. 1 CD.
- Pierre Cochereau improvise en concert à Notre-Dame de Paris.
  - 15 Versets sur Ave Maris Stella; Variations sur un Noël.
    - Pierre Cochereau, Organist. Recorded  on August 15, 1970 (Versets) and December 24, 1972 (Variations) at Notre Dame de Paris. Sigean, France: Solstice, 1989. FYCD 127. 1 CD.
- Improvisations sur des thèmes de Pâques à Notre-Dame de Paris.
  - Symphonie en 4 mouvements (April 11, 1971); Introduction, Choral, Fugue et Variations (March 26, 1978); Prélude, Adagio, Fugue et Choral Varié (April 19, 1981).
    - Pierre Cochereau, Organist. Recorded at Notre-Dame de Paris. Sigean, France: Solstice, 2003. SOCD 206. 1 CD.
- Pierre Cochereau: L'organiste liturgique.
  - Four improvised masses (each including Entrée, Offertoire, Communion and Sortie).
    - Pierre Cochereau, Organist. Recorded between June 1973 and November 1977 at Notre-Dame de Paris. Sigean, France: Solstice, 2003. SOCD 226. 1 CD.
- Grandes Heures Liturgiques à Notre-Dame de Paris.
  - Pierre Cochereau, aux grandes Orgue. Maîtrise de Notre-Dame. Jehan Revert, direction. Enregistrée en février et juin 1973 à Notre-Dame de Paris. Sigean : Fy & Du Solstice, 1993. FYCD 001. 1 CD

- Noël à Notre-Dame de Paris.
  - Pierre Cochereau, Organist. Maîtrise de Notre-Dame. Jehan Revert, Conductor. Recorded in March and June 1974 at Notre-Dame de Paris. Sigean, France: Solstice, 1994. SOCD  906. 1 CD.
- Les offices du dimanche à Notre-Dame de Paris.
  - Office de Laudes; Grand’Messe; Vêpres.
    - Pierre Cochereau, Organist. Maîtrise de Notre-Dame/Chorale de la Cathédrale. Jehan Revert, Conductor. Recorded on February 27, 1976 and November 9, 1968 at Notre-Dame de Paris. Sigean, France: Solstice, 1988. FYCD 019. 1 CD.
- Pierre Cochereau: L'art de l'improvisation.
  - 30 pièces pour servir de présentation à l'orgue de Notre-Dame.
    - Pierre Cochereau, Organist. Recorded between March 15 and June 29, 1977 at Notre-Dame de Paris. Sigean, France: Solstice, 1999. FYCD 059. 1 CD.
- Organ works by Otto Barblan and Henri Gagnebin.
  - Otto Barblan: Toccata op. 23; Fantaisie op. 16; Chaconne op. 10 on BACH. Heni Gagnebin: Toccata; Dialogue et Passacaille. An interview with Pierre Cochereau by Gérard Delatena.
    - Pierre Cochereau, Organist. Recorded in October 1977 at Notre-Dame de Paris. Wiesbaden, Germany: Motette Ursina. Motette M 10350. 1 LP.
- Cochereau: Un Testament Musical.
  - Intégrale des 25 improvisations sur l'Evangile selon Saint Matthieu.
    - Pierre Cochereau, Organist. Recorded between February 5 and March 4, 1984 at Notre-Dame de Paris. Sigean, France: Solstice, 1997. SOCD 150/1. 2 CD.
- Bach sur les orgues de l'église Saint-Roch à Paris
  - Fantaisie et Fugue en sol mineur BWV 542. Grand Prélude et Fugue en mi bémol BWV 552. Passacaille en ut mineur BWV 582.
    - The earliest recording of Pierre Cochereau, made by Michel Bernstein in 1958 (Bernstein's memoirs).